# یوزف دگئورگی
یوزف دگئورگی (آلمانی: Josef Degeorgi؛ زادهٔ ۱۹ ژانویهٔ ۱۹۶۰) بازیکن فوتبال اهل اتریش است.
از باشگاه‌هایی که در آن بازی کرده‌است می‌توان به باشگاه فوتبال آدمیرا واکر مودلینگ و باشگاه فوتبال آستریا وین اشاره کرد.
وی همچنین در تیم ملی فوتبال اتریش بازی کرده‌است.